# Christopher Buxton (martyr)
Pour les articles homonymes, voir Buxton.
Christopher Buxton né en 1562 dans le Derbyshire et mort à Canterbury le 1er octobre 1588 est un prêtre catholique anglais arrêté et exécuté sous le règne d'Elizabeth I.

## Biographie
Nous savons peu de choses sur l'origine familiale de Christopher Buxton. Né dans le Derbyshire il est scolarisé à Tideswell dans le district de Peak. Il a comme professeur un dénommé Nicholas Garlick, homme de lettres qui, parce que catholique et ayant refusé de signer l'acte de suprématie, fut chassé de l'université d'Oxford avant de devenir prêtre catholique et de mourir martyr. Il est indéniable que Nicholas Garlick a joué un rôle dans la vocation de Christopher Buxton qui décide au même moment de se faire prêtre. Tous deux entrent au collège anglais de l'université de Reims à l'été 1581. Après deux années il est envoyé dans le collège anglais de Rome où il y étudie jusqu'à son ordination en 1586. Son retour en Angleterre prit une année. Il finit par débarquer dans la région du Kent en septembre 1587. Il y est arrêté juste deux mois après son arrivée et est envoyé à la prison de Marshalsea à Londres. Interrogé, il confesse sans crainte être prêtre. Etant très jeune on pense pouvoir le faire renoncer à sa vocation. Il refuse le chantage qui lui est fait à savoir la vie sauve s'il se fait anglican. Envoyé à Canterbury pour y être jugé il est condamné à mort. Il subit la peine réservée aux traîtres à savoir être pendu, traîné sur une claie jusqu'à la potence et mis en quart.

## Vénération
Reconnu comme un martyr catholique, il est béatifié en 15 décembre 1929 par le pape Pie XI. Vénéré par l'Église catholique, il est fêté le 1er octobre et est compté dans la liste des Cent sept martyrs d'Angleterre et du pays de Galles. Avec Robert Wilcox, Edward Campion et Robert Widmerpool ils sont ensemble vénérés comme les Martyrs d'Oaten Hill.

## Voir également